# Club de Básquetbol Ángeles Guerreros de Acapulco
Gli Ángeles Guerreros de Acapulco sono una società cestistica avente sede ad Acapulco, in Messico. Fondata nel 2013, gioca nel campionato messicano.
Disputa le partite interne nel Centro Internacional Acapulco, che ha una capacità di 7.000 spettatori.